# Так програють війну часів
«Так програють війну часів» (англ. This Is How You Lose the Time War) — науково-фантастична епістолярна новела від Амаль Ель-Мохтар та Макса Гледстоуна, яку було видано 2019 році у видавництві «Simon & Schuster».
Українською книжка вийшла 2024 року у видавництві «Клуб Сімейного дозвілля» в перекладі Станіслава Короля.

## Автори
Амаль Ель-Мохтар — канадська поетеса й письменниця ліванського походження, яка працює у жанрі фантастики. Її ліричні й емоційні твори сповнені глибокого психологізму та містять численні культурні алюзії. Амаль працювала викладачкою творчого письма в Карлтонському та Оттавському університетах. У 2018 році вона також була співведучою подкасту Writing Excuses разом із Брендоном Сандерсоном. Вона також працює редакторкою журналу Goblin Fruit та пише рецензії для New York Times Book Review.
Макс Гледстоун — американський письменник, володар численних літературних премій за твори у жанрі фентезі. Макс є випускником Єльського університету. Тривалий час Макс працював у Китаї, зокрема й вчителем. Його перший роман вийшов у 2012 році — відтоді він не припиняє писати та видаватися.

## Сюжет
Дві ворожі організації — тоталітарне Управління під керівництвом Комендантки й Едем — одночасно світ і його верховна істота-праматір — розв'язали Часову війну. Їхні агенти, Червоні й Блакитні, мають рухатись часовими нитками і змінювати хід історії так, щоб створити ідеальну для себе версію майбутнього.
Та серед попелу світу, що гине, Червона агентка Управління знаходить лист від Блакитної — найкращої агентки Едем. Червона вирішує не знищити лист, а прочитати його і навіть відповісти. Таємне спілкування між ворогами спочатку сповнене вихваляння та насмішок, але з часом воно перетворюється на щось більше. Щось важливе. Таке, що може змінити минуле й майбутнє.
Виявлення зв'язку Червоної і Блакитної означало б смерть для кожної з них. Адже війна триває — і хтось повинен перемогти в ній.

## Створення
Листи від Червоної були повністю написані Гледстоуном, а листи від Блакитної — Ель-Мохтарою. Хоча вони заздалегідь написали загальний план, «реакції кожного персонажа були розроблені з елементом справжнього здивування при отриманні кожного листа, і сцени, що супроводжують [листи], були написані з використанням цієї емоційної реакції».

## Відгуки
Вишукано створена казка… Частково епістолярний роман, частково карколомна фантастична пригода у часі, ця приголомшлива історія шар за шаром розкриває складні сенси та заплутані причинно-наслідкові зв'язки — Publishers Weekly.
Інтимна й лірична екскурсія часом, міфологією й історією. Обов'язково прочитайте. — Джон Скальзі, автор бестселерів New York Times.

## Соціальні медіа
Популярність для книжки приніс вірусний твітт у 2023 році від користувача «bigolas dickolas wolfwood», який був фанатом аніме та манґи «Триган», а саме: «read this. DO NOT look up anything about it. just read it. it's only like 200 pages u can download it on audible it's only like four hours. do it right now i'm very extremely serious.» Ель-Мохтар висловила вдячність до цього користувача.

## Нагороди
| Премія                  | Рік  | Категорія                            | Результат   |
| ----------------------- | ---- | ------------------------------------ | ----------- |
| Премія «Неб'юла»        | 2019 | Найкраща повість                     | Перемога    |
| BSFA Award              |      | Найкраща науково-фантастична повість | Перемога    |
| Locus Award             | 2020 | Найкраща повість                     | Перемога    |
| Премія «Г'юго»          | 2020 | Найкраща повість                     | Перемога    |
| Aurora Awards           | 2020 | Найкраща науково-фантастична повість | Перемога    |
| Goodreads Choice Award  | 2019 | Найкраща наукова фантастика          | Номінація   |
| Shirley Jackson Award   | 2019 | Найкраща повість                     | Фіналіст    |
| Theodore Sturgeon Award | 2020 |                                      | Друге місце |